# Station Kowalewo Pomorskie Miasto
Station Kowalewo Pomorskie Miasto is een spoorwegstation in de Poolse plaats Kowalewo Pomorskie.